# Рецептор
Реце́птор (от лат. receptor — «принимающий») — объединение из терминалей (нервных окончаний) дендритов чувствительных нейронов, глии, специализированных образований межклеточного вещества и специализированных клеток других тканей, которые в комплексе обеспечивают превращение стимулов внешней или внутренней среды (раздражителей) в нервный импульс. В некоторых рецепторах (например, вкусовых и слуховых рецепторах человека) раздражитель непосредственно воспринимается специализированными клетками эпителиального происхождения или видоизменёнными нервными клетками (чувствительные элементы сетчатки), которые не генерируют нервных импульсов, а действуют на иннервирующие их нервные окончания, изменяя секрецию медиатора. В других случаях единственным клеточным элементом рецепторного комплекса является само нервное окончание, часто связанное со специальными структурами межклеточного вещества (например, тельце Пачини).

## Принцип работы рецепторов
Стимулами для разных рецепторов могут служить свет, механическая деформация, химические вещества, изменения температуры, а также изменения электрического и магнитного поля. В рецепторных клетках (будь то непосредственно нервные окончания или специализированные клетки) соответствующий сигнал изменяет конформацию чувствительных молекул-клеточных рецепторов, что приводит к изменению активности мембранных ионных
рецепторов и изменению мембранного потенциала клетки. Если воспринимающей клеткой является непосредственно нервное окончание (так называемые первичные рецепторы), то обычно происходит деполяризация мембраны с последующей генерацией нервного импульса. Специализированные рецепторные клетки вторичных рецепторов могут как деполяризоваться, так и гиперполяризоваться. В последнем случае изменение мембранного потенциала ведет к уменьшению секреции тормозного медиатора, действующего на нервное окончание и, в конечном счете, все равно к генерации нервного импульса. Такой механизм реализован, в частности, в чувствительных элементах сетчатки.
В качестве клеточных рецепторных молекул могут выступать либо механочувствительные, термочувствительные и хемочувствительные ионные каналы, либо специализированные G-белки (как в клетках сетчатки). В первом случае открытие каналов непосредственно изменяет мембранный потенциал (механочувствительные каналы в тельцах Пачини), во втором случае запускается каскад внутриклеточных реакций трансдукции сигнала, что ведет в конечном счете к открытию каналов и изменению потенциала на мембране.

## Виды рецепторов
Существует несколько классификаций рецепторов:
- По положению в организме
  - Экстерорецепторы (экстероцепторы) — расположены на поверхности или вблизи поверхности тела и воспринимают внешние стимулы (сигналы из окружающей среды)
  - Интерорецепторы (интероцепторы) — расположены во внутренних органах и воспринимают внутренние стимулы (например, информацию о состоянии внутренней среды организма)
    - Проприорецепторы (проприоцепторы) — рецепторы опорно-двигательного аппарата, позволяющие определить, например, напряжение и степень растяжения мышц и сухожилий. Являются разновидностью интерорецепторов

- По способности воспринимать разные стимулы
  - Мономодальные — реагирующие только на один тип раздражителей (например, фоторецепторы — на свет)
  - Полимодальные — реагирующие на несколько типов раздражителей (например, многие болевые рецепторы, а также некоторые рецепторы беспозвоночных, реагирующие одновременно на механические и химические стимулы)

- По адекватному раздражителю:
  - Хеморецепторы — воспринимают воздействие растворённых или летучих химических веществ
  - Осморецепторы — воспринимают изменения осмотической концентрации жидкости (как правило, внутренней среды)
  - Механорецепторы — воспринимают механические стимулы (прикосновение, давление, растяжение, колебания воды или воздуха и т. п.)
  - Фоторецепторы — воспринимают видимый и ультрафиолетовый свет
  - Терморецепторы — воспринимают понижение (холодовые) или повышение (тепловые) температуры (тепловые стимулы)
  - Болевые рецепторы, стимуляция которых приводит к возникновению болевых ощущений. Такого физического стимула, как боль, не существует, поэтому выделение их в отдельную группу по природе раздражителя в некоторой степени условно. В действительности они представляют собой высокопороговые сенсоры различных (химических, термических или механических) повреждающих факторов. Однако уникальная особенность ноцицепторов, которая не позволяет отнести их, например, к «высокопороговым терморецепторам», состоит в том, что многие из них полимодальны: одно и то же нервное окончание способно возбуждаться в ответ на несколько различных повреждающих стимулов[2].
  - Электрорецепторы — воспринимают изменения электрического поля
  - Магнитные рецепторы — воспринимают изменения магнитного поля

У человека имеются первые шесть типов рецепторов. На хеморецепции основаны вкус и обоняние, на механорецепции — осязание, слух и равновесие, а также ощущения положения тела в пространстве, на фоторецепции — зрение. Терморецепторы есть в коже и некоторых внутренних органах. Большая часть интерорецепторов запускает непроизвольные и в большинстве случаев неосознаваемые, вегетативные рефлексы. Так, осморецепторы включены в регуляцию деятельности почек, хеморецепторы, воспринимающие pH, концентрации углекислого газа и кислорода в крови, включены в регуляцию дыхания и т. д.
Иногда предлагается выделять группу электромагнитных рецепторов, в которую включают фото-, электро- и магниторецепторы. Магниторецепторы точно не идентифицированы ни у одной группы животных, хотя предположительно ими служат некоторые клетки сетчатки птиц, а возможно, и ряд других клеток.
В таблице приведены данные о некоторых типах рецепторов
| Природа раздражителя       | Тип рецептора                    | Место расположения и комментарии |
| -------------------------- | -------------------------------- | --- |
| • электрическое поле       | • ампула Лоренцини и другие типы | • Имеются у рыб, круглоротых, амфибий, а также у утконоса и ехидны |
| • химическое соединение    | • хеморецептор                   | |
| • влажность                | • гигрорецептор                  | • Относятся к осморецепторам или механорецепторам. Располагаются на антеннах и ротовых органах многих насекомых |
| • механическое воздействие | • механорецептор                 | • У человека имеются в коже (экстероцепторы) и внутренних органах (барорецепторы, проприоцепторы) |
| • давление                 | • барорецептор                   | • Относятся к механорецепторам |
| • положение тела           | • проприоцептор                  | • Относятся к механорецепторам. У человека это нервно-мышечные веретена, сухожильные органы Гольджи и др. |
| • осмотическое давление    | • осморецептор                   | • В основном интерорецепторы; у человека имеются в гипоталамусе, а также, вероятно, в почках, стенках желудочно-кишечного тракта, возможно, в печени. Существуют данные о широком распространении осморецепторов во всех тканях организма |
| • свет                     | • фоторецептор                   | |
| • температура              | • терморецептор                  | • Реагируют на изменение температуры. У человека имеются в коже и в гипоталамусе |
| • повреждение тканей       | • ноцицептор                     | • В большинстве тканей с разной частотой. Болевые рецепторы — свободные нервные окончания немиелинизированных волокон типа C или слабо миелинизированных волокон типа Aδ.                                                                 |
| • магнитное поле           | • магнитные рецепторы            | • Точное расположение и строение неизвестны, наличие у многих групп животных доказано поведенческими экспериментами |

## Рецепторы человека

### Рецепторы кожи
- Свободные нервные окончания[англ.] — нервные окончания, состоящие только из конечных ветвлений осевого цилиндра. Располагаются в эпителии. Выступают в качестве терморецепторов, механорецепторов и ноцицепторов (то есть отвечают за восприятие изменения температуры, механических воздействий и болевые ощущения)[4].
- Несвободные нервные окончания:
  - Тельца Пачини — инкапсулированные рецепторы давления в округлой многослойной капсуле. Располагаются в подкожно-жировой клетчатке. Являются быстроадаптирующимися (реагируют только в момент начала воздействия), то есть регистрируют силу давления. Обладают большими рецептивными полями, а потому обладают грубой чувствительностью[5].
  - Тельца Мейснера — инкапсулированные рецепторы давления, расположенные в дерме. Представляют собой слоистую структуру с нервным окончанием, проходящим между слоями. Являются быстроадаптирующимися. Обладают малыми рецептивными полями, а потому обладают тонкой чувствительностью[6].
  - Тельца Меркеля — некапсулированные рецепторы давления. Располагаются у птиц — в дерме, у прочих позвоночных — в глубоких слоях эпидермиса. Являются медленноадаптирующимися (реагируют на всей продолжительности воздействия), то есть регистрируют продолжительность давления. Обладают малыми рецептивными полями[7][8].
  - Тельца Руффини — инкапсулированные рецепторы растяжения. Являются медленноадаптирующимися, обладают большими рецептивными полями. Реагируют также на тепло[5].
  - Колбы Краузе[англ.] — инкапсулированные рецепторы, расположенные в надсосочковом слое дермы. Раньше считалось, что у колб Краузе есть специфическая чувствительность, но их роль в качестве холодовых рецепторов не подтвердилась[5].
  - Рецепторы волосяных фолликулов[англ.] — механорецепторы, расположенные в волосяных фолликулах и реагирующие на отклонение волоса от исходного положения[9].

### Рецепторы мышц и сухожилий (проприоцепторы)
- Мышечные веретена — рецепторы растяжения мышц, бывают двух типов:
  - с ядерной сумкой
  - с ядерной цепочкой
- Сухожильный орган Гольджи — рецепторы сокращения мышц. При сокращении мышцы сухожилие растягивается и его волокна пережимают рецепторное окончание, активируя его.

### Рецепторы связок
В основном представляют собой свободные нервные окончания (Типы 1, 3 и 4), меньшая группа — инкапсулированные (Тип 2). Тип 1 аналогичен окончаниям Руффини, Тип 2 — тельцам Паччини.

### Рецепторы сетчатки глаза
Сетчатка содержит палочковые и колбочковые фоточувствительные клетки, в которых имеются светочувствительные пигменты. Палочки чувствительны к очень слабому свету, это длинные и тонкие клетки, сориентированные по оси прохождения света. Все палочки содержат один и тот же светочувствительный пигмент. Колбочки требуют намного более яркого освещения, это короткие конусообразные клетки, у человека колбочки делятся на три вида, каждый из которых содержит свой светочувствительный пигмент — это и есть основа цветового зрения.
Под воздействием света в рецепторах происходит выцветание — молекула зрительного пигмента поглощает фотон и превращается в другое соединение, хуже поглощающее свет на этой длине волны. Практически у всех животных (от насекомых до человека) этот пигмент состоит из белка, к которому присоединена небольшая молекула, близкая по структуре к витамину A. Эта молекула и представляет собой химически трансформируемую светом часть. Белковая часть выцветшей молекулы зрительного пигмента активирует молекулы трансдуцина, каждая из которых деактивирует сотни молекул циклического гуанозинмонофосфата, участвующих в открытии пор мембраны для ионов натрия, в результате чего поток ионов прекращается — мембрана гиперполяризуется.
Чувствительность палочек такова, что адаптировавшийся к полной темноте человек способен увидеть вспышку света такую слабую, что каждый рецептор получит не больше одного фотона. При этом палочки не способны реагировать на изменения освещённости, когда свет настолько ярок, что все натриевые каналы уже закрыты.